# 诺格拉德迈杰尔
诺格拉德迈杰尔，是匈牙利诺格拉德州所辖的一个村。总面积22.77平方公里，总人口1699，人口密度74.6人/平方公里（2011年1月1日）。